# Leptoplana brunnea
Leptoplana brunnea is een platworm (Platyhelminthes). De worm is tweeslachtig. De soort leeft in het zoute water.
Het geslacht Leptoplana, waarin de platworm wordt geplaatst, wordt tot de familie Leptoplanidae gerekend. De wetenschappelijke naam van de soort werd voor het eerst geldig gepubliceerd in 1882 door Cheeseman.